# Familia Wrangel
Wrangel (a veces transliterado como Wrangell o Vrangel, del ruso Вра́нгель) es una familia noble alemana del Báltico, incluida en la nobleza sueca, rusa, española y prusiana. Su primer ancestro conocido es el caballero Eilardus (1241†).

## Miembros notables

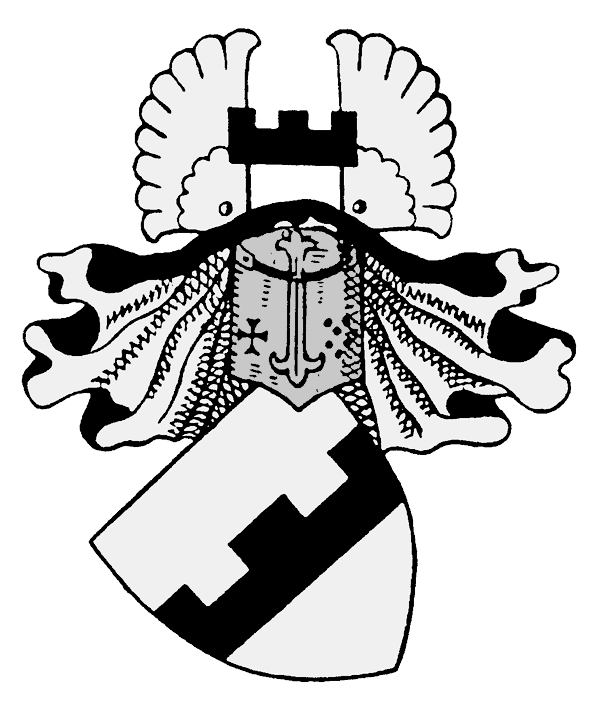
Armas de la familia Wrangel.

- Herman Wrangel (ca. 1584-1643), gobernador-General sueco de Livonia, Mariscal de Campo, y Cansejero privado.
- Carl Gustaf Wrangel (1613-1676), soldado sueco y Consejero privado (hijo de Herman Wrangel).
- Volmar Wrangel de Lindeberg (1641-1675)
- Heinrich Johann Freiherr Wrangel de Addinal (Andréi Ivánovich Wrangel, 1736-1813), Teniente-General ruso.
- Ferdinand von Wrangel (Ferdinand Petróvich Wrangel, 1797-1870), Almirante de la Marina Imperial Rusa, explorador del Ártico, gobernador de la Alaska rusa.
- Ferdinand Georg Friedrich von Wrangel (Ferdinand Ferdinándovich Wrangel), 1844-1919).
- Piotr Nikoláievich Wrangel (Piotr von Wrangel, 1878-1928), líder del Ejército Blanco durante la Guerra civil rusa.
- Aleksandr Yevstáfievich Wrangel (1804-1880), Barón, general de infantería ruso.
- Aleksandr Yegórovich Wrangel (1833-1915), Barón, diplomático ruso.
- Wilhelm Bernhard Friedrich von Wrangel (Vasili Vasílievich Wrangel, 1797-1872), Barón, Almirante de la Marina Imperial Rusa.
- Vasili Gueórguievich Wrangel (1816-1860)
- Georg Gustav Ludwig von Wrangel (Yegor Vasílievich Wrangel, 1784-1841).
- Friedrich Heinrich Ernst Graf von Wrangel (1784-1877), Mariscal de Campo (Generalfeldmarschall) prusiano.
- Karl Michael von Wrangel (Karl Yegórovich Wrangel, 1794-1874), Barón, general de caballería ruso.
- Reinhold Otto Fabian von Wrangel (Román Yegórovich Wrangel, 1797-1884), general ruso de artillería.
- Karl Kárlovich Wrangel (1800-1872), Barón, general de infantería ruso.
- Hans Georg Hermann von Wrangel (Yegor Yermoláievich Wrangel, 1803-1868).
- Karl Gustav von Wrangel (Karl Reingóldovich Wrangel, 1742-1824), general de infantería ruso.
- Georg von Wrangel (Yegor Yegórovich Wrangel, 1827-1875), senador ruso.
- Michael von Wrangel (Mijaíl Yegórovich Wrangel, 1836-1899), teniente-general ruso, Gobernador de Livonia.
- Vasili Gueórguievich Wrangel (1862-1901), compositor.
- Margarete Mathilde von Wrangell (1877-1932), primera mujer en ser enteramente profesora de una universidad alemana (Universidad de Hohenheim, Stuttgart).
- Nikolái Yegórovich Wrangel (1847-1923), Barón, padre de Piotr Wrangel, autor de las Memorias: desde la servidumbre hasta los bolcheviques
- Nikolái Nikoláievich Wrangel (1880-1915), hermano menor de Piotr Wrangel, historiador del arte ruso
- Hans Olaf von Wrangel (1928-2009), Barón, parlamentario alemán.

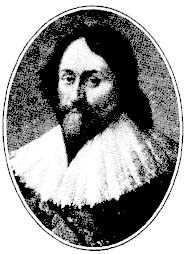
Herman Wrangel
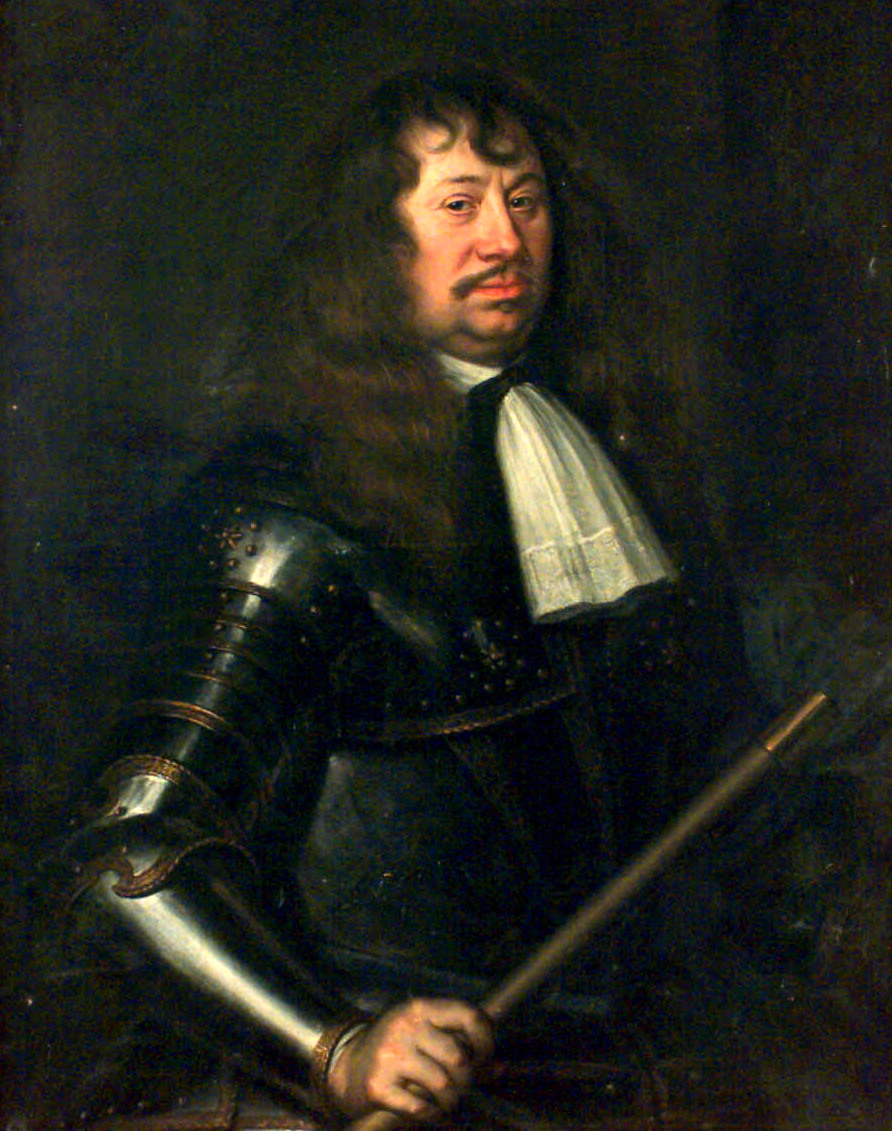
Carl Gustaf Wrangel
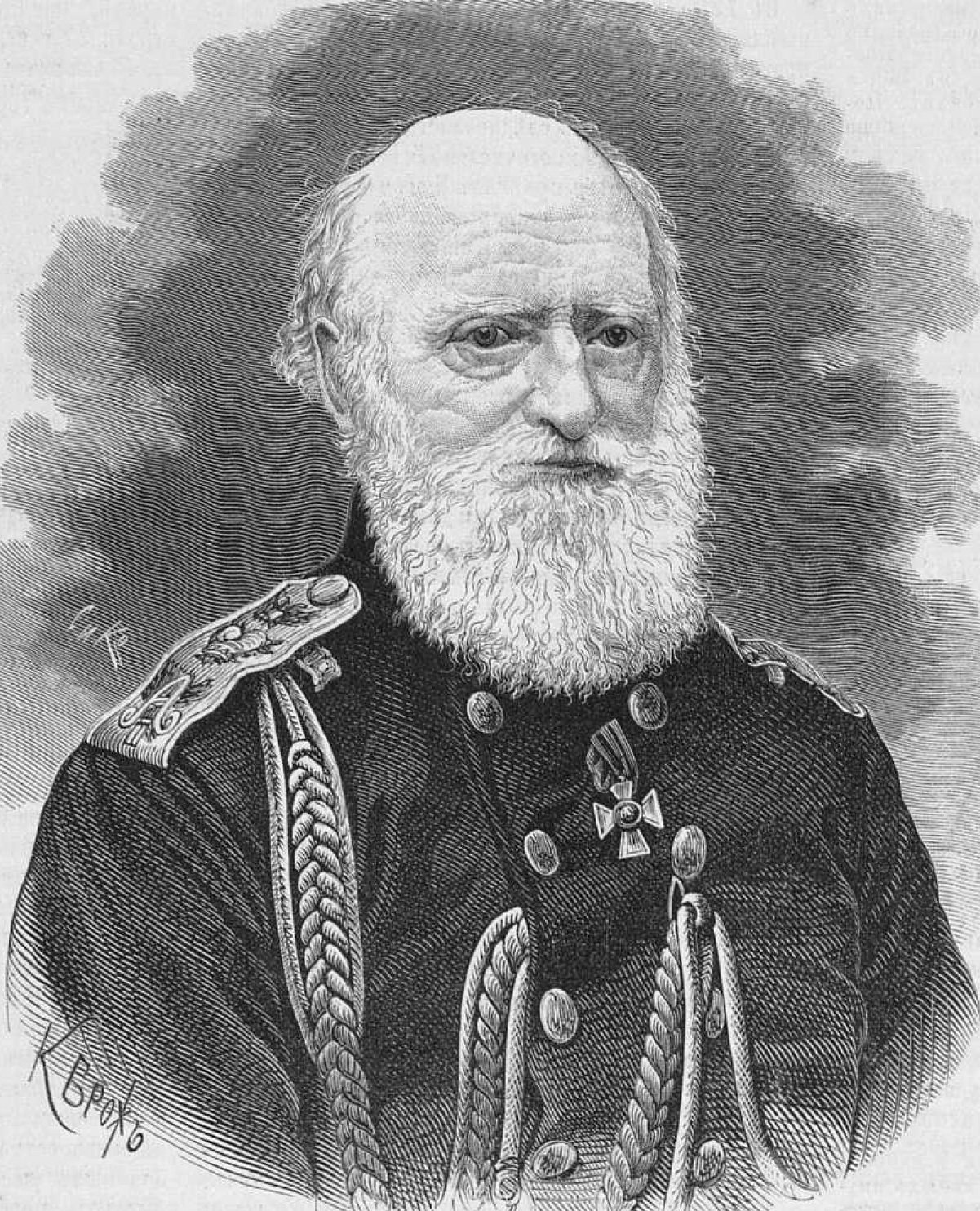
Ferdinand von Wrangel
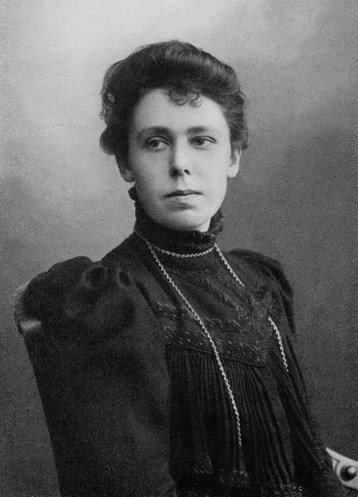
Margarete von Wrangell
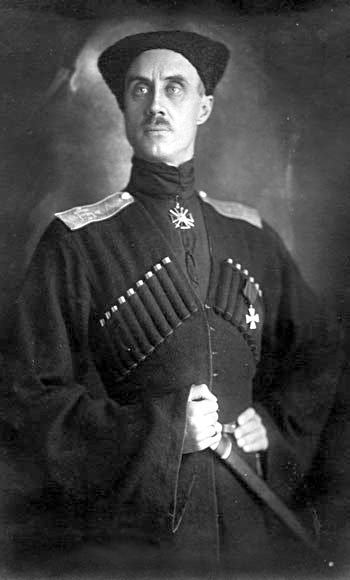
Piotr Wrangel